# Среднетоновый строй
Среднето́новый строй (нем. mitteltönige Stimmung, англ. meantone tuning) или среднето́новая темпера́ция — музыкальный строй, основанный на последовательной цепи квинт, каждая из которых темперирована (уменьшена по сравнению с акустически чистой на одну и ту же величину). Таким образом, в среднетоновом строе все квинты имеют одно и то же отношение частот звуков (такое свойство строя часто также называют регулярностью). Характерной особенностью среднетоновых строёв является наличие в них «средних целых тонов» (отсюда и название): в таких строях большая секунда является точной половиной большой терции.
Особое место среди среднетоновых строёв занимает строй, в котором все квинты темперированы на 1/4 дидимовой коммы: в нём большие терции, получаемые в результате откладывания четырёх темперированных таким образом квинт, оказываются акустически чистыми. Часто термин «среднетоновый» относят именно к этому строю.

## Терминология и исторические замечания

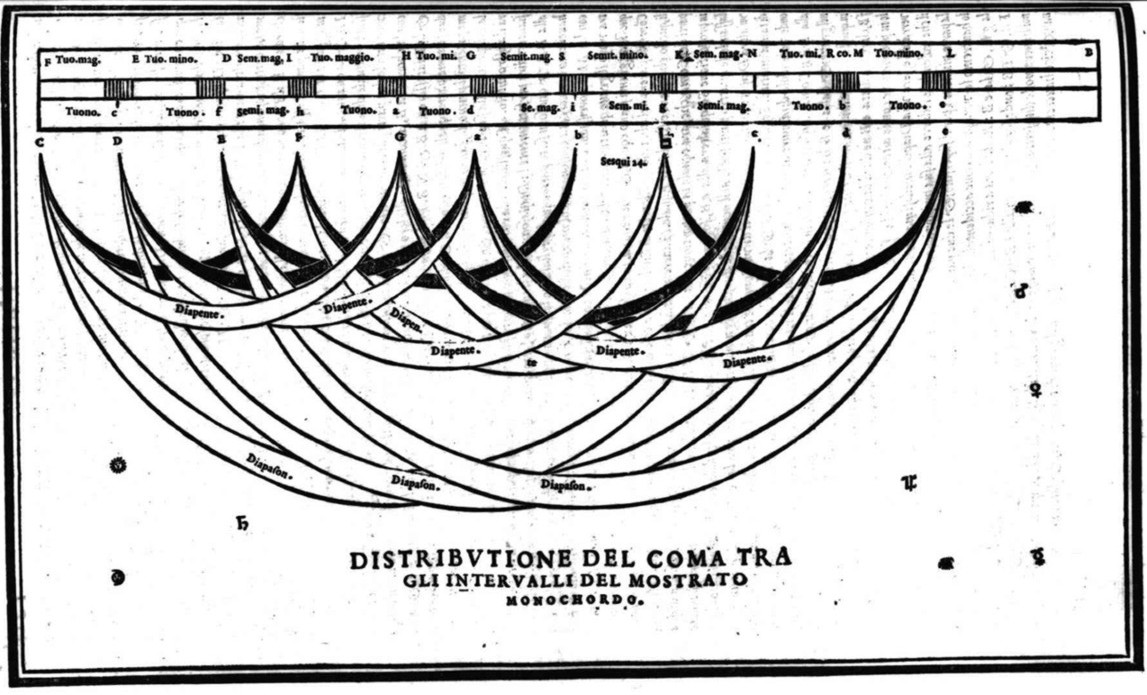
Схема деления монохорда
в среднетоновом строе на 2/7 коммы
(Из «Основ гармоники» Дж. Царлино, 1558)

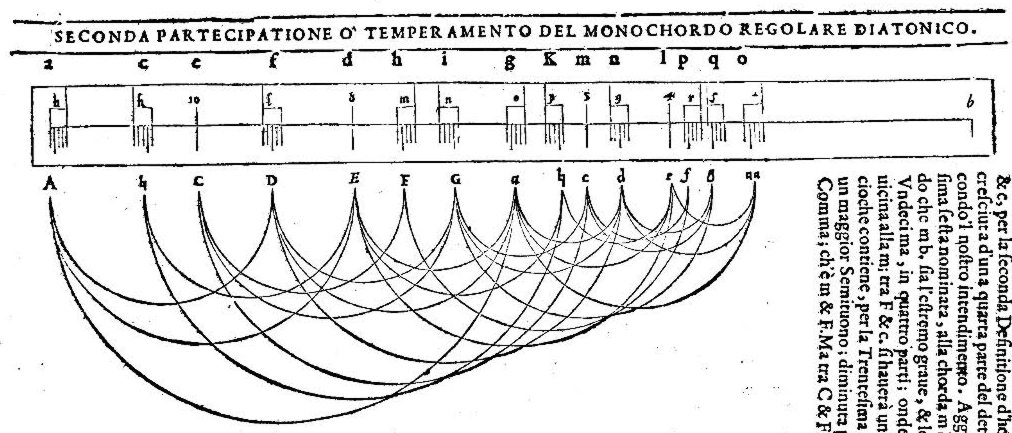
Схема деления монохорда
в среднетоновом строе на 1/4 коммы
(Из «Доказательств гармоники» Дж. Царлино,
2-е изд., 1589)

Величина, на которую темперируются квинты в среднетоновом строе, специфицируется в его названии, причём она обычно выражается в долях дидимовой коммы: например, «среднетоновый строй на 2/7 коммы» (англ. 2/7-comma meantone) — это строй, в котором все квинты в квинтовой цепи темперированы (уменьшены) на 2/7 (дидимовой) коммы. Определение среднетонового строя на 2/7 коммы у Дж. Царлино (1558) является первым документальным математически строгим описанием темперированного строя (в собственном смысле этого термина).
Среднетоновый строй на 1/4 коммы (англ. 1/4-comma meantone или quarter-comma meantone) был впервые описан Дж. Царлино (1571) и Ф. Салинасом (1577). М. Преториус (1619) дал как практический метод настройки органа в среднетоновом строе на 1/4 коммы, так и весьма полное теоретическое описание последнего. В связи с этим данный строй также получил название «преторианского» (преториева, нем. prätorianische Stimmung), особенно употребительное в немецкой литературе, начиная с XVII века (у А. Веркмейстера и др.).
Средний целый тон (большая секунда) «преторианского» строя, в отличие от большего (9:8) и меньшего (10:9) целых тонов чистого строя, является точной половиной чистой большой терции (5:4), и, кроме того, является средним между бо́льшим и меньшим целыми тонами.
Согласно общему определению, к среднетоновым строям относится и равномерно темперированный, поскольку в нём все квинты темперированы на одну и ту же величину — 1/12 пифагоровой коммы. Целый тон в равномерно темперированном строе является средним, деля ровно пополам равномерно темперированную большую терцию.
В русской научно-популярной литературе (например, у А. М. Волконского) вместо термина «среднетоновый» встречается также термин «мезотонический», являющийся морфологической передачей французского и итальянского терминов (фр. Tempérament mésotonique, итал. Temperamento mesotonico).

## Среднетоновый строй на 1/4 коммы («преторианский»)

### Теоретическая основа
Если в цепочке из четырёх квинт — например,
C-G-d-a-e1,
все квинты настроены чисто (имеют соотношение звуковых частот 3:2), то большая терция C-E, образованная «по её краям» (с учётом переноса звука e1 на две октавы вниз имеет соотношением звуковых частот 81:64), оказывается большой терцией пифагорейского строя (дитоном). Большая терция пифагорейского строя шире более благозвучной большой терции чистого строя (5:4) на дидимову комму (81:80). Следовательно, если каждую квинту в приведённой цепочке темперировать (почти неощутимо для слуха изменить) с уменьшением на 1/4-ю часть дидимовой коммы, то большая терция через две октавы C-e1 по краям цепочки будет чисто настроенным, то есть звучащим без биений интервалом натурального звукоряда между обертонами 1 и 5. Соотношение звуковых частот 1/4-й части дидимовой коммы равно
{\displaystyle {\sqrt[{4}]{\frac {81}{80}}}={\sqrt[{4}]{\frac {3^{4}}{2^{4}\cdot 5}}}={\frac {3}{2}}\cdot {\frac {1}{\sqrt[{4}]{5}}}},
что делает соотношение звуковых частот среднетоновой квинты (квинты, уменьшенной на 1/4-ю часть дидимовой коммы), равным
{\displaystyle {\frac {3}{2}}:\left({\frac {3}{2}}\cdot {\frac {1}{\sqrt[{4}]{5}}}\right)={\sqrt[{4}]{5}}} , или 696,5784 цента.

### Сравнение с интервалами чистого строя
В следующей таблице приведены сравнения основных интервалов «преторианского» строя с интервалами чистого строя. Символом {\displaystyle \beta } обозначено отношение частот ¼ коммы.
| Интервал среднетонового строя на ¼ коммы | Q  | O  | Отношение частот                                | Связь с интервалами чистого строя | Связь с интервалами чистого строя | Величина в центах |
| ---------------------------------------- | -- | -- | ----------------------------------------------- | --- | --- | ----------------- |
| увеличенная прима, хроматический полутон | 7  | -4 | {\displaystyle {\frac {25}{16{\sqrt[{4}]{5}}}}} | {\displaystyle \ ={\frac {25}{24}}\beta } | превосходит меньший хроматический полутон чистого строя (25:24) на ¼ коммы                                                                                                   | 76,05             |
| малая секунда, диатонический полутон     | -5 | 3  | {\displaystyle {\frac {8}{5{\sqrt[{4}]{5}}}}}   | {\displaystyle \ ={\frac {16}{15}}\beta } | превосходит меньший диатонический полутон чистого строя (16:15) на ¼ коммы                                                                                                   | 117,11            |
| большая секунда, (средний) целый тон     | 2  | -1 | {\displaystyle {\frac {\sqrt {5}}{2}}}          | {\displaystyle \ ={\frac {10}{9}}\beta ^{2}={\frac {9}{8}}:\beta ^{2}=} {\displaystyle \ ={\sqrt {{\frac {10}{9}}\cdot {\frac {9}{8}}}}={\sqrt {\frac {5}{4}}}} | больше меньшего целого тона (10:9) на ½ коммы и меньше большего целого тона (9:8) на ½ коммы; средний между этими целыми тонами; точная половина чистой большой терции (5:4) | 193,16            |
| малая терция                             | -3 | 2  | {\displaystyle {\frac {4}{5}}{\sqrt[{4}]{5}}}   | {\displaystyle \ ={\frac {6}{5}}:\beta } | меньше чистой малой терции (6:5) на ¼ коммы | 310,26            |
| большая терция                           | 4  | -2 | {\displaystyle {\frac {5}{4}}}                  | {\displaystyle {\frac {5}{4}}} | является чистой большой терцией | 386,31            |
| кварта                                   | -1 | 1  | {\displaystyle {\frac {2}{\sqrt[{4}]{5}}}}      | {\displaystyle \ ={\frac {4}{3}}\beta } | превосходит чистую кварту (4:3) на ¼ коммы | 503,42            |
| квинта                                   | 1  | 0  | {\displaystyle {\sqrt[{4}]{5}}}                 | {\displaystyle \ ={\frac {3}{2}}:\beta } | меньше чистой квинты (3:2) на ¼ коммы | 696,58            |
| малая секста                             | -4 | 3  | {\displaystyle {\frac {8}{5}}}                  | {\displaystyle {\frac {8}{5}}} | является чистой малой секстой | 813,69            |
| большая секста                           | 3  | -1 | {\displaystyle {\frac {5}{2{\sqrt[{4}]{5}}}}}   | {\displaystyle \ ={\frac {5}{3}}\beta } | больше чистой большой сексты (5:3) на ¼ коммы | 889,74            |

### Построение
Основной тон: C, начало построения Es и далее по квинтовому кругу
Построение звукоряда можно произвести как и в пифагорейском строе, только взяв в качестве основы не чистую квинту, а среднетоновую, которая имеет отношение частот:
{\displaystyle {\frac {3}{2}}:\left({\frac {81}{80}}\right)^{0{,}25}}, то есть такая среднетоновая квинта примерно на 5 центов у́же чистой. 
| Обозначение ноты | Отношение частоты к тонике                                                                                  |
| ---------------- | --- |
| Es               | {\displaystyle {\frac {8}{27}}\cdot \left({\frac {81}{80}}\right)^{0{,}75}\cdot 4}                          |
| B                | {\displaystyle {\frac {4}{9}}\cdot \left({\frac {81}{80}}\right)^{0{,}5}\cdot 4}                            |
| F                | {\displaystyle {\frac {2}{3}}\cdot \left({\frac {81}{80}}\right)^{0{,}25}\cdot 2}                           |
| C                | {\displaystyle {\frac {1}{1}}=1}                                                                            |
| G                | {\displaystyle {\frac {3}{2}}:\left({\frac {81}{80}}\right)^{0{,}25}}                                       |
| D                | {\displaystyle {\frac {9}{4}}:\left({\frac {81}{80}}\right)^{0{,}5}\cdot {\frac {1}{2}}}                    |
| A                | {\displaystyle {\frac {27}{8}}:\left({\frac {81}{80}}\right)^{0{,}75}\cdot {\frac {1}{2}}}                  |
| E                | {\displaystyle {\frac {81}{16}}:{\frac {81}{80}}\cdot {\frac {1}{4}}={\frac {5}{4}}}                        |
| H                | {\displaystyle {\frac {243}{32}}:\left({\frac {81}{80}}\right)^{1{,}25}\cdot {\frac {1}{4}}}                |
| Fis              | {\displaystyle {\frac {729}{64}}:\left({\frac {81}{80}}\right)^{1{,}5}\cdot {\frac {1}{8}}}                 |
| Cis              | {\displaystyle {\frac {2187}{128}}:\left({\frac {81}{80}}\right)^{1{,}75}\cdot {\frac {1}{16}}}             |
| Gis              | {\displaystyle {\frac {6561}{256}}:\left({\frac {81}{80}}\right)^{2}\cdot {\frac {1}{16}}={\frac {25}{16}}} |

Таким образом можно получить следующие интервалы
- Восемь чистых больших терций: Es-G, B-D, F-A, C-E, G-H, D-Fis, A-Cis, E-Gis
- Одиннадцать среднетоновых квинт: Es-B, B-F, F-C, C-G, G-D, D-A, A-E, E-H, H-Fis, Fis-Cis, Cis-Gis
- Одну увеличенную волчью квинту (уменьшённую сексту): Gis-Es с соотношением частот

{\displaystyle 2\cdot {\frac {32}{27}}\cdot \left({\frac {81}{80}}\right)^{0{,}75}\cdot {\frac {16}{25}}={\frac {1024}{675}}\cdot \left({\frac {81}{80}}\right)^{0{,}75}\approx {\frac {3{,}0625}{2}}\approx 737{,}64\,\mathrm {Cent} }
- Четыре несколько завышенных больших терций (уменьшенные кварты): H-Es, Fis-B, Cis-F, Gis-C

{\displaystyle {\frac {32}{25}}\approx 427{,}37\,\mathrm {Cent} }
Наличие завышенных терций связано с наличием малой диесы, то есть с неравенством трёх больших терций одной октаве.